# Sit de Worthen
El sit de Worthen (Spizella wortheni) és una espècie d'ocell passeriforme de la família dels passerèl·lids que es distribueix en el Altiplà mexicàà. És considerada una espècie en perill d'extinció per la Unió Internacional per a la Conservació de la Naturalesa.

## Descripció
El sit de Worthen pot oscil·lar entre 12,5 i 14 cm. S'identifica pel patró distintiu del cap. Té el cap gris amb una coroneta marró, una franja post ocular marró i un bec rosat. Té les parts superiors de color marró grisenc, amb vetes marrons fosques. Té el fons gris i les ales i la cua marró fosc. Les ales són "de vores més pàl·lides, amb una barra alar ample de color blanquinós a pàl·lid, terciària i vores secundàries marró-vermelloses i cobertores menors grisenques".
Els joves es caracteritzen per la coloració marró del cap i del pit amb ratlles fosques al cap i ratlles marrons fosques al pit i als flancs.
El cant és un trinat sec i esquitxat de 2-3 segons de durada i es descriu com un encreuament entre el del sit campestre i el del sit cellablanc.
L'espècie és semblant en aparença al sit campestre (Spizella pusilla). Tanmateix, es diferencien pel plomatge, l'hàbitat i el cant.
L'espècie nidifica de maig a juliol i sol posar tres o quatre ous. Els grups d'una sola espècie es formen després de l'època de reproducció i són fortament atrets per les fonts d'aigua permanents.
L'espècie no és migratòria; tanmateix, alguns albiraments d'individus s'han produït a tota la regió del nord-oest de Mèxic. Només s'ha identificat (vist) un individu als Estats Units, i va ser per Rieber el 16 de juny de 1884, prop de Silver City, Nou Mèxic. Aquest individu, ca ser el primer de l'espècie a ser descrit, és a dir és el tipus nomenclatural.

## Hàbitat i distribució
El sit de Worthen és endèmic del nord-est de Mèxic i actualment ocupa una superfície de 25 km². Antigament hi havia poblacions a Zacatecas, Coahuila, Nuevo León i Tamaulipas; no obstant això, actualment només se sap que es troba des del sud-est de Coahuila fins a l'oest de Nuevo León.
Prefereix pastures arbustives àrides i obertes a cotes de 1.200 a 2.450 m. Per a l'alimentació, l'espècie prefereix zones obertes amb herbes baixes. Per nidificar i resguard, sol habitar en arbustos baixos i densos.
El 2004, es va estimar que la població era d'entre 100 i 120 individus.

## Conservació
La principal amenaça per a aquesta espècie és la destrucció de l'hàbitat. La praderia específica del sit de Worthen ha estat progressivament transformada per a l'agricultura i la pastura. Actualment hi ha un esforç de conservació coordinat per Bird Conservation Alliance i altres organitzacions per protegir la sabana de Saltillo a Mèxic. El programa, conegut com a Mexican Grasslands Appeal, pretén comprar més de 4,0 km² d'hàbitat de pastures privilegiades per protegir i salvar aquesta darrera gran praderia nord-americana. Amb la protecció d'aquesta àrea, aquest recurs conservarà l'hàbitat de diferents espècies com el mateix sit de Worthen, el becut americà, el mussol de lloriguera, el corriol de praderia, la piula de Sprague, el repicatalons pitnegre i l'aligot rovellat.

## Taxonomia
Va ser descrit per primera vegada per Robert Ridgway el 1884 i va rebre el nom del naturalista nord-americà Charles K. Worthen. Es reconeixen dues subespècies:
- S. w. browni (Webster & Orr, 1954) - zona centre nord de Mèxic.
- S. w. wortheni (Ridgway, 1884) - zona nord-est de Mèxic.